# William Hunter Dammond
William Hunter Dammond (26 de octubre de 1873-8 de diciembre de 1956) fue un ingeniero civil estadounidense. Estudió ingeniería civil en la Western University of Pennsylvania y, en 1893, fue el primer afroestadounidense en graduarse de esa institución. Como hombre negro, Dammond encontró difícil conseguir un empleo como ingeniero y, después de varios roles diferentes, en 1897 encontró trabajo como profesor en Paul Quinn College en Waco, Texas. Desde 1899 Dammond enseñó en la Universidad Wilberforce en Ohio, pero se fue para unirse al Ferrocarril Central de Míchigan (MCR) a principios del siglo XX. En MCR desarrolló el circuito Dammond, un medio para proporcionar señales en las cabinas de los conductores. En 1906 desarrolló un sistema de señalización similar a un semáforo. En 1910 Dammond se mudó a Gran Bretaña para promover sus sistemas de señalización. A pesar de un extenso período de pruebas, no logró venderlo y encontró trabajo como diseñador de puentes en Marcum Company.
Dammond regresó a los Estados Unidos en 1916 y trabajó como delineante para U.S. Steel en Farrell, Pensilvania, y para Boston Structural Steel en Massachusetts. Luego se mudó a Ohio y, en la década de 1920, a la ciudad de Nueva York. Dammond tuvo cierto éxito vendiendo versiones básicas de sus sistemas de señalización a los ferrocarriles de Nueva York y Pensilvania, pero sufrió la infracción de sus patentes. Más tarde, trabajó como delineante para la Junta de Transporte de la ciudad de Nueva York, pero murió pobre.

## Primeros años
Dammond nació el 26 de octubre de 1873 hijo de Edward y Lucy Dammond, una familia negra de clase media de Arthur Street, Pittsburgh. Dammond fue el quinto de ocho hijos. Su padre era un exportero y marinero (había servido en la Armada de los Estados Unidos durante la Guerra de Secesión estadounidense) que se mudó de Luisiana para trabajar como mesero en Pittsburgh. La madre de Dammond era una antigua empleada doméstica que se había mudado desde Winchester, Virginia. Ella era miembro (y diaconisa) de la Iglesia Episcopal Metodista Africana Bethel y Dammond estuvo involucrado con la iglesia en sus primeros años de vida.
Cuando era niño, Dammond asistió al Instituto Park, que tenía pocos estudiantes negros en ese momento. Le enseñaron álgebra, inglés, geografía, zoología, fisiología, botánica, alemán y dibujo en preparación para la universidad y se destacó por su habilidad en matemáticas. Luego asistió a la Western University of Pennsylvania (ahora conocida como la Universidad de Pittsburgh), donde estudió ingeniería civil en lo que ahora es la Swanson School of Engineering. Posiblemente fue el primer beneficiario de una beca establecida por el abolicionista Charles Avery en 1858. En ese momento, pocos afroestadounidenses fueron admitidos en cursos de ingeniería. A Dammond se le enseñó álgebra, geometría, trigonometría, cálculo y agrimensura y optó por tomar cursos adicionales en alemán, mecánica, astronomía, geometría descriptiva, elocución, hidráulica, química y física. Dammond se graduó con honores en junio de 1893. Fue el primer graduado negro de la Universidad de Pittsburgh. Durante mucho tiempo, la universidad pensó que John Coverdale Gilmer tenía este honor, pero corrigió el registro en 2000.

## Carrera docente

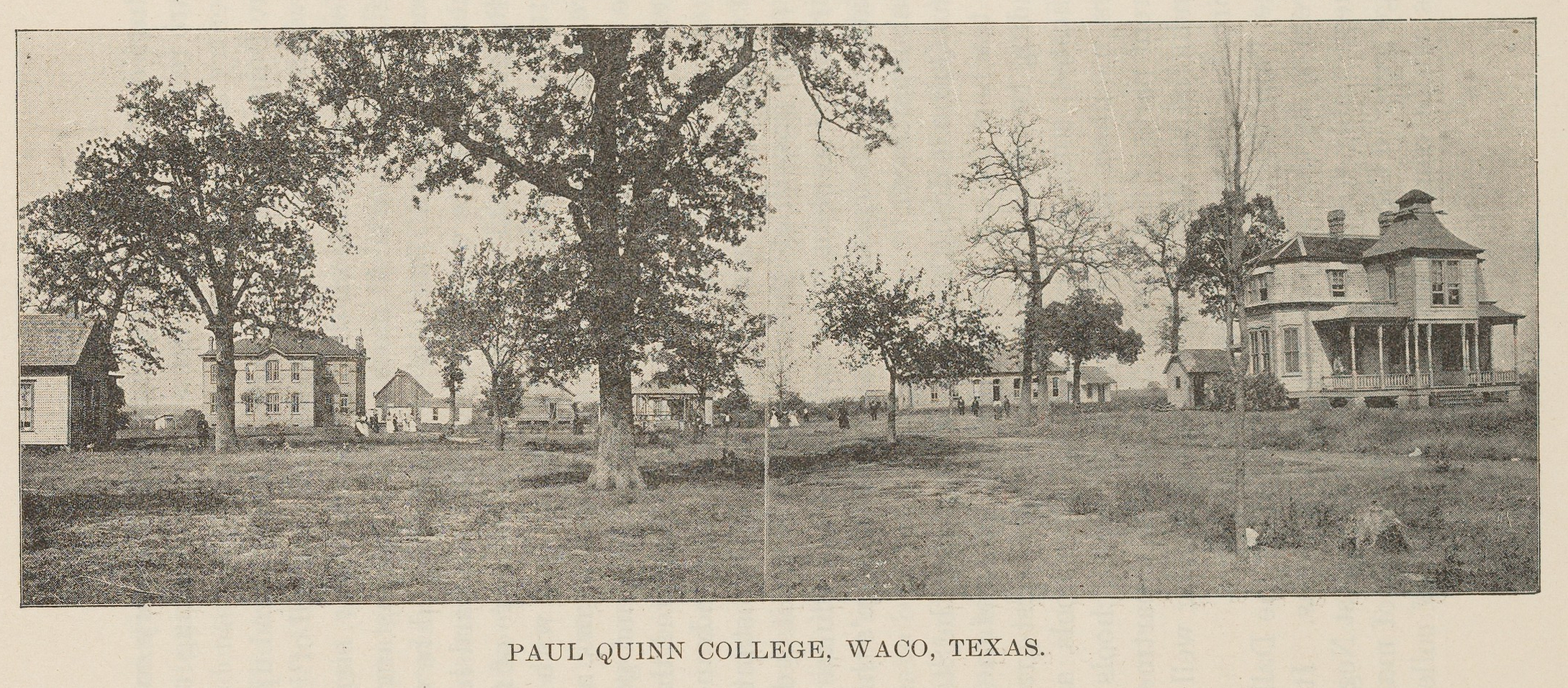
Paul Quinn College en 1898.

Después de graduarse, Dammond luchó por encontrar empleo como hombre negro en ingeniería; en cambio trabajó en Pittsburgh como empleado, contratista de alcantarillado e impresor. Se mudó a Waco, Texas, para trabajar como profesor de matemáticas en Paul Quinn College, una universidad de la Iglesia Metodista Episcopal Africana en 1897. En 1899 Dammond se convirtió en profesor en la Universidad Wilberforce en Ohio. Mientras estuvo allí, alcanzó una posición social suficiente para ser invitado a la inauguración de George K. Nash como gobernador de Ohio en 1900. Se casó con la maestra de escuela Sarah Mabel Mofford el 6 de noviembre de 1900.

## Ingeniería ferroviaria
Mientras enseñaba, Dammond tomó numerosas licencias para ejercer como ingeniero civil. Dejó la universidad a principios de 1900 para mudarse a Detroit para trabajar como asistente de ingeniero de puentes en Míchigan Central Railroad (MCR). En el MCR, Dammond desarrolló y patentó un nuevo sistema de señalización ferroviaria, el circuito Dammond, un sistema basado en circuitos de vía, en 1903. Esto estaba destinado a reemplazar el sistema manual de señales manuales que se usaba en ese momento y era vulnerable a errores humanos. El sistema proporcionaba una señal de audio y visual dentro de la cabina del conductor, a diferencia de las señales de bloqueo utilizadas anteriormente. Funcionaba con corriente alterna, con una batería de respaldo.
Dammond asignó el 25 por ciento de su patente de 1903 a Edward M. Bryant de Detroit, para generar fondos para proyectos futuros. Dammond desarrolló un mecanismo de señalización de «libre, precaución, peligro» que fue patentado en 1906, se basaba en la luz con señales rojas, ámbar y verde y se usaba en las líneas entre la ciudad de Nueva York y Washington, D. C.. Dammond viajó a Gran Bretaña antes de 1910 para comercializar sus mecanismos de señalización. En 1910 tenía su base en Chesterfield, Derbyshire, e instaló un circuito en un tramo de pista cerca de Nottingham que se probó más de 1000 veces durante 13 meses. El sistema recibió elogios, pero finalmente no se adoptó.
La familia de Dammond se unió a él en Gran Bretaña en 1911, ya que tenía la intención de permanecer allí para buscar oportunidades comerciales a más largo plazo. Por esta época y posiblemente debido a que la Primera Guerra Mundial interrumpió sus planes, Dammond tomó un puesto como diseñador de puentes en la firma británica Marcum Company. Fue considerado un experto en accidentes ferroviarios en Gran Bretaña y Estados Unidos y publicó artículos sobre este tema y sus sistemas de señales. Dammond fue cubierto en el Manual del Progreso de los Libertos de Míchigan de 1915 como un ejemplo de un afroestadounidense notable en el estado.

## Carrera posterior
Dammond y su familia abordaron el RMS Andania en Londres el 5 de julio de 1916 para pasaje a Nueva York. A su regreso, se mudaron a Farrell, Pensilvania, donde Dammond encontró trabajo como delineante en la planta de U.S. Steel allí. En 1917 se incorporó a Boston Structural Steel de Boston, Massachusetts, como delineante. Más tarde se mudó a Marietta, Ohio, y luego, en la década de 1920, a Nueva York para promover sus sistemas de señalización. Las versiones básicas del circuito Dammond se utilizaron en el ferrocarril de Long Island, el ferrocarril de Pensilvania, el ferrocarril central de Nueva York y el metro de Nueva York.
Dammond sufrió una pérdida de ingresos por violaciones de sus patentes y se rumoreaba que lo habían enviado a Gran Bretaña para permitir que expiraran sus derechos de patente en Estados Unidos. En la década de 1940 se unió a la Junta de Transporte de la ciudad de Nueva York como delineante de estructuras. Dammond tenía la reputación de distraerse de la vida cotidiana con problemas matemáticos, resolviéndolos en servilletas. En una ocasión, un problema lo distrajo y fue atropellado por un vehículo de motor después de bajarse de la acera.
Dammond murió como indigente en Nueva York el 8 de diciembre de 1956. Estaba separado de su hijo y un sobrino lo salvó de un entierro en una fosa común.